# China United Lines
China United Lines Limited (CULines) — китайская транспортная и логистическая компания, основные интересы которой сосредоточены в сфере судоходства. Пятая по величине контейнерная судоходная компания страны (после China COSCO Shipping, SITC International, Zhonggu Logistics и Antong Holdings) и 23-я мира. Штаб-квартира расположена в Шанхае.

## История
Yangpu Zhongcheng United Shipping Company Limited («Янпу Чжунчэн Юнайтед Шиппинг Компани Лимитед») была основана в сентябре 2005 года в провинции Хайнань в качестве совместного предприятия компаний Unitrans Group и Zhongcheng Industrial (55 % и 45 % акций соответственно). В ноябре 2005 года она получила свой первый корабль; в марте 2006 года начала эксплуатировать свою первую линию Циндао — Шанхай — Нинбо; в августе 2007 году — свою первую международную линию (Южный Китай — Вьетнам); в январе 2009 года — свою первую линию на остров Тайвань.
В апреле 2013 года Zhongcheng Industrial продала свою долю компании West Logistics, а в августе того же года название Yangpu Zhongcheng United Shipping было изменено на China United Lines Limited. В 2012 году CULines открыла отделения в Шаньтоу и Шэньчжэне, в 2013 году — в Хойчжоу и Гонконге, в 2015 году — в Гуанчжоу, в 2016 году открыла контейнерные линии из Китая в Таиланд и на Филиппины. В 2017 году CULines открыла отделение в Тяньцзине, в 2018 году — в Дунгуане, в 2019 году — в Нинбо, в 2020 году — в Циндао и Сямыне.

## Деятельность
Контейнеровозы CULines совершают регулярные рейсы в порты Тайваня, Южной Кореи, Японии, Юго-Восточной и Южной Азии, Ближнего Востока, Европы, США и Бразилии.
Дочерняя компания Culines International Shipping Agency имеет офисы в портах Тяньцзинь, Циндао, Шанхай, Нинбо, Сямынь, Шаньтоу, Хойчжоу, Шэньчжэнь и Гуанчжоу.
CULines и Tengtuo Capital владеют логистической интернет-платформой Putbox. Также CULines управляет онлайн-платформой для холодильной цепи Smart Reefer.
Выручка за 2021 год составила 6,4 млрд юаней (около 1 млрд долларов); в 2020 году она была 612 млн юаней, а в 2019 году — 401 млн юаней. Более чем десятикратный рост выручки обеспечило открытие новых маршрутов в Европу, США, на Ближний Восток, а также маршрута Япония — Сингапур — Малайзия. Размер флота увеличился до 33 кораблей общей вместимостью 80 тыс. TEU.

### Дочерние структуры
В состав China United Lines входит несколько десятков аффилированных структур: 
- Timetop Capital
- China Concord Logistics
- CUL International Shipping (Гуанчжоу)

## Акционеры
В 2018 году Unitrans Group продала свою долю в CULines компаниям Hanhua LP и GZ Port Logistics (35 % и 20 %). В 2019 году долю West Logistics приобрели компании Gangning LP (36 %) и Zhonglian LP (9 %). Таким образом у CULines стало 4 основных акционера, три из которых (Gangning LP, Hanhua LP и Zhonglian LP) контролируются одной компанией Taierxin Shipping.